# Bataille d'Ipsos
Quatrième guerre des Diadoques
Batailles
Guerres des Diadoques
- Hellespont
- Orcynia
- Crétopolis
- Paraitacène
- Gabiène
- Gaza
- Guerre babylonienne
- Salamine de Chypre
- Rhodes
- Ipsos
- Couroupédion

La bataille d'Ipsos oppose en 301 av. J.-C. les Diadoques, les successeurs d'Alexandre le Grand, en Phrygie près d'Ipsos (en Turquie actuelle) dans le contexte de la quatrième guerre des Diadoques. Antigone le Borgne et son fils Démétrios qui regroupent l'Anatolie, la Syrie, le Levant et les alliés grecs de la Ligue de Corinthe reconstituée en 302, font face à une coalition dirigée par Séleucos, roi de Babylonie et des satrapies orientales, Lysimaque, roi de Thrace,  Cassandre, roi de Macédoine. 
Antigone, d'un âge bien avancé, dispose d'une armée puissante ; ses adversaires possèdent eux une armée moins conséquente mais ils disposent de 400 éléphants de guerre apportés par Séleucos. Les cavaliers commandés par Démétrios l'emportent dans un premier temps, mais au moment de rejoindre Antigone ils ont été bloqués par les éléphants de Séleucos, donnant la victoire aux coalisés. Antigone trouve la mort au combat.
Cette bataille peut être considérée, avec la bataille de Raphia (217 av. J.-C.), comme l'une des plus grandes batailles de l'époque hellénistique et comme la plus grande bataille d'éléphants de guerre de l'histoire « occidentale ». Pour certains historiens et spécialistes de la période, cet évènement marque finalement la fin de l'empire formé par Alexandre.

## Sources
La seule source complète dont nous disposons au sujet de cette bataille est la Vie de Démétrios de Plutarque. Le biographe aurait utilisé le récit de Hiéronymos de Cardia dans l'Histoire des Diadoques, ce dernier ayant assisté à la bataille du côté des Antigonides. Quant à Diodore de Sicile, l'une des principales sources pour l'histoire des guerres des Diadoques, il ne livre que peu de renseignements sur le déroulement de la bataille mais les détails livrés sur la quatrième guerre des Diadoques demeurent indispensables à la compréhension du contexte historique de cette bataille

## Contexte historique
En 304 av. J.-C., une coalition réunit Ptolémée, Séleucos, Cassandre et Lysimaque contre Antigone le Borgne qui entend établir sa domination sur la Grèce et la mer Égée. Étant donné la richesse de son royaume et la qualité de son armée, il est nécessaire pour les adversaires d'Antigone de faire la jonction de leurs forces. Pour cela, ils organisent la défense de l'Europe contre Démétrios afin de permettre à Lysimaque, qui commande une puissante phalange aguerrie par les guerres aux frontières de la Thrace, de débarquer en Anatolie. 
Lysimaque débarque en Phrygie hellespontique, parvient à éviter Antigone et reçoit la soumission des cités du littoral égéen. Mais le débarquement de Démétrios à Éphèse durant l’automne 302 met Lysimaque en difficulté, l'obligeant à se retirer en Bithynie, tandis que les renforts envoyés par Cassandre sont défaits. Séleucos et Lysimaque parviennent à faire leur jonction en Phrygie. Ptolémée, bloqué en Cœlé-Syrie et trompé par une fausse nouvelle annonçant une victoire d'Antigone, n'a pas pu - ou voulu - joindre ses forces à la coalition.

## Opérations préalables

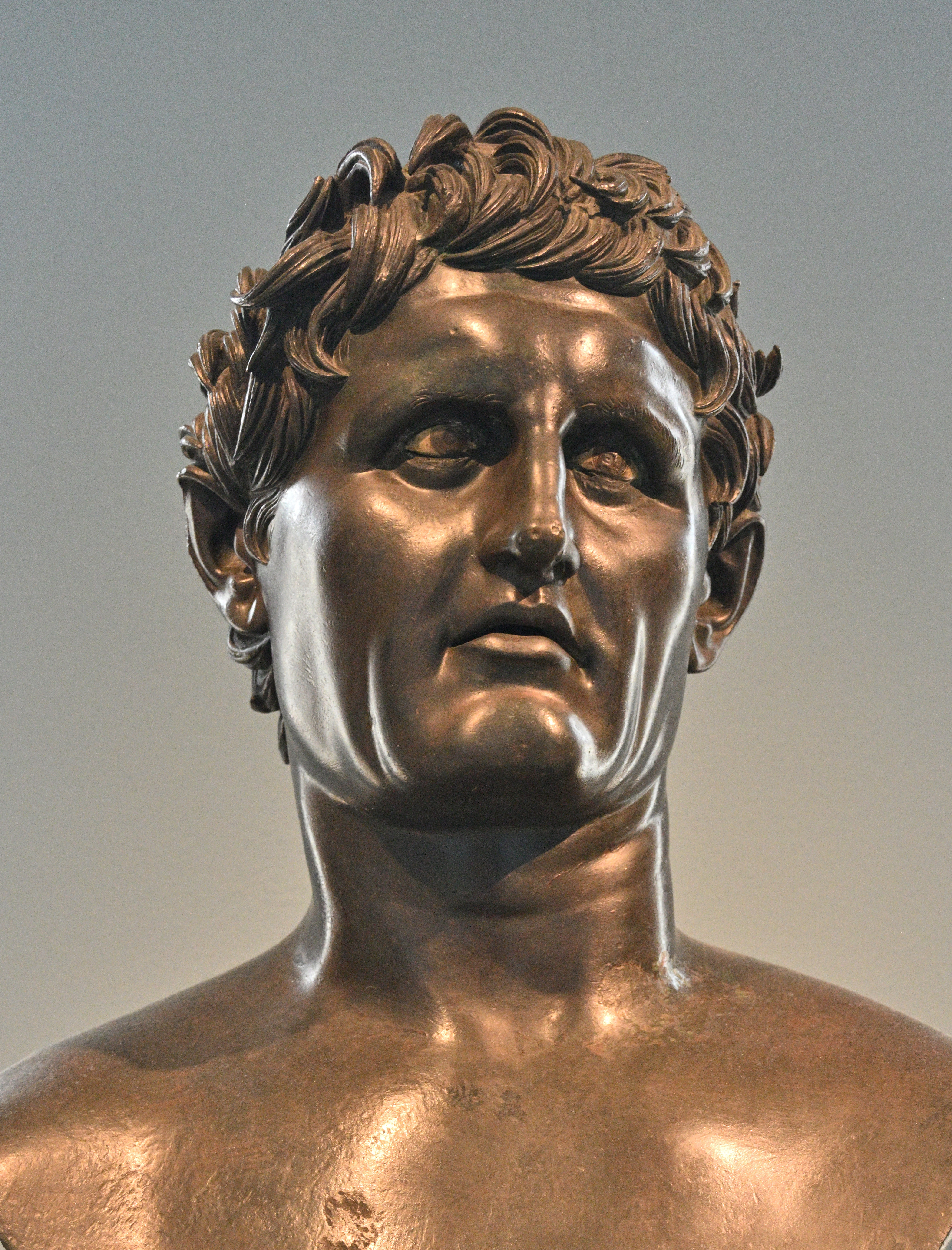
Buste de Séleucos.

En 302 av. J.-C., Lysimaque traverse l'Hellespont qui est dépourvu de troupes antigonides. Il prend possession de Lampsaque, Parion et Sigée (plus difficilement). Il demande à Prépélaos de conquérir l'Ionie et l'Éolide avec 7 000 hommes, tandis qu'il se charge du siège d'Abydos. Mais cette offensive est arrêtée par Démétrios qui arrive avec des renforts. Prépélaos et Lysimaque continuent la conquête en s'emparant de Téos, Éphèse et Sardes. Antigone lance la riposte : il annule la fête qui devait avoir lieu à Antigonie et amène son armée en direction de la Phrygie en traversant la Cilicie, la Cappadoce et la Lycaonie. Avec l'arrivée de l'armée d'Antigone, Lysimaque préfère attendre Séleucos et reste sur ses positions dans son camp. Antigone tente de les vaincre en coupant les flux d'approvisionnement. Entre-temps, Lysimaque change de camp pour s'installer dans les collines où les accès à l'eau et la nourriture sont plus aisés. Finalement, au bout d'un moment, quand les conditions devinrent de plus en difficiles, Lysimaque s'enfuit et Antigone décide de le pourchasser, chasse qui a été de courte durée en raison de l'arrivée de l'hiver. Antigone s'installe autour d'Héraclée du Latmos peu de temps avant l'approche des troupes de Séleucos qui a répondu à l'appel de Lysimaque. Antigone réplique en demandant à Démétrios de renforcer ses troupes en Asie. Cependant Démétrios qui vient de terminer sa campagne en Grèce, ne peut rentrer que par voie maritime en raison du blocus par Cassandre des voies terrestres. Les messages transmis par Antigone lui sont parvenus que bien plus tard, ce qui a entrainé des manœuvres contradictoires entre les deux armées. Une paix est conclue avec Cassandre mais celui-ci envoie tout de même Pleistarchos soutenir Lysimaque, en vain puisque sa flotte est détruite par Démétrios. 
Finalement, Antigone et Démétrios s'avancent vers l'armée coalisée, regroupée près du village d'Ipsos (aujourd'hui Ipsili) au cœur de la Phrygie.

## Forces en présence
D'après Plutarque, l'armée des Antigonides est composée de 70 000 fantassins, 10 000 cavaliers et 75 éléphants de guerre indiens. Il semblerait que les données fournies par Plutarque font référence seulement à l'armée positionnée en Syrie et non celle de Démétrios en Grèce. Diodore estime que Démétrios dispose de 56 000 fantassins dont 15 000 mercenaires. Les historiens estiment que l'armée antigonide dispose de 40 000 phalangites armées à la macédonienne.
D'après Plutarque, leurs adversaires coalisés possèdent 64 000 fantassins, dont 10 500 cavaliers, 400 éléphants de guerre et 120 chars à faux. Diodore écrit que Séleucos a apporté 20 000 fantassins, 12 000 cavaliers, dont des archers montés, 480 éléphants et une centaine de chars. Les historiens estiment que l'armée coalisée compte entre 30 000 et 40 000 hommes dans la phalange, le noyau dur de l'armée.

## Déroulement de la bataille

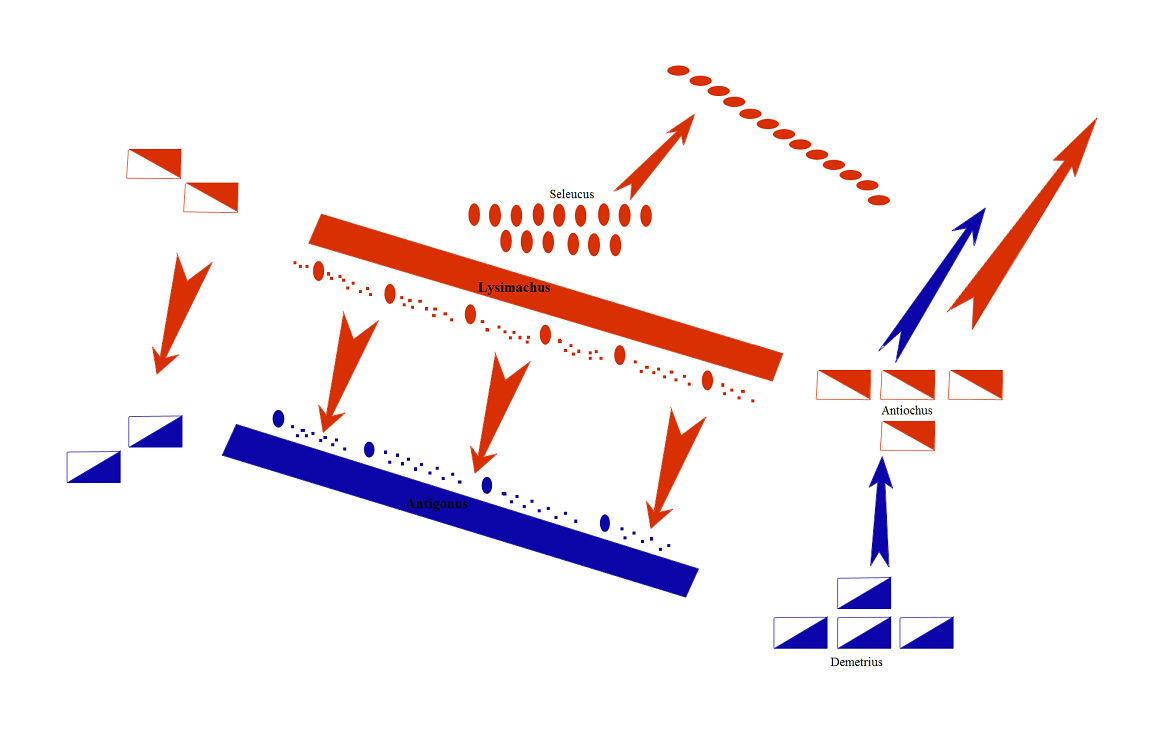
Schéma du déroulement de la bataille.

Plutarque est le seul auteur antique à fournir un déroulement précis de la bataille. Il s'inspire ici de Hiéronymos de Cardia qui a probablement assisté à la défaite d'Antigone, son protecteur.
La nature exacte du terrain n'est pas connue, mais on peut supposer, au vu du silence des sources au sujet d'un quelconque effet du terrain, qu'il s'agit d'une plaine. L'armée antigonide comprendrait 70 000 fantassins, 10 000 cavaliers et 75 éléphants de guerre, face à une force coalisée de 64 000 fantassins, 10 500 cavaliers, 120 chars à faux et 400 éléphants de guerre ; Séleucos a en effet reçu une imposante troupe d'éléphants dans le cadre d'un traité de paix conclu avec le prince indien Chandragupta Maurya. 
La nuit précédant la bataille, Antigone a fait un rêve : Alexandre le Grand lui-même, bardé d'une magnifique armure, vient lui demander quel serait son cri de ralliement lors de la bataille, à quoi le souverain borgne répond : « Zeus et la victoire ». Alexandre lui tourne alors le dos, et part vers le camp ennemi en lançant : « Alors je pars pour tes adversaires, car eux me recevront avec les honneurs qui me sont dus ».
Après quelques escarmouches d'infanterie légère et d'éléphants, Démétrios, à la tête de la cavalerie lourde sur le flanc droit, charge impétueusement Antiochos, le fils de Séleucos, et le met en déroute. Mais, plutôt que de retourner sur la phalange adverse, Démétrios continue sa poursuite et bientôt les éléphants adverses, postés à l'arrière de la phalange, lui interdisent de retourner sur le champ de bataille. Voyant l'infanterie Antigonide privée du soutien de sa cavalerie, l'armée coalisée lance l'assaut victorieux, cavalerie en tête. La cavalerie légère de Séleucos contourne le flanc gauche d'Antigone et charge la phalange tandis que l'infanterie de Lysimaque s'avance de front. Antigone, qui commande la phalange, est percé de plusieurs traits et meurt bravement. Démétrios parvient à fuir avec 4 000 cavaliers et 5 000 fantassins.

## Conséquences

Les royaumes des Diadoques après la bataille d'Ipsos.

Antigone est enterré par les vainqueurs avec tous les honneurs dignes de son rang royal. Démétrios, qui s'est enfui du champ de bataille, rejoint Éphèse avec pour projet de prendre Athènes ; mais les citoyens ont voté une loi qui interdit l'entrée des rois sur le territoire athénien. Il demande le retour de ses navires stationnés dans le port du Pirée et décide de partir vers l'isthme de Corinthe. À chaque endroit où il souhaite s'installer, ses troupes sont rejetées ; quant à ses anciens alliés ils sont maintenant au service d'autres rois, alors que les cités grecques ont décidé de se ranger du côté de Cassandre.
L'espoir pour les Antigonides de rétablir l'unité de l'empire d'Alexandre le Grand disparait avec la bataille d'Ipsos. Les vainqueurs se partagent le royaume d'Antigone : Ptolémée établit sa domination sur la Cœlé-Syrie. Cassandre maintient sa présence en Macédoine et en Grèce continentale. Lysimaque annexe l'Anatolie jusqu'aux monts Taurus. Séleucos, le grand vainqueur, s'empare de la partie orientale de l'Asie Mineure et de la Syrie. Ce partage est à l'origine des six guerres de Syrie disputées entre les Lagides et les Séleucides. Démétrios conserve quelques places fortes en Phénicie, en Asie Mineure et dans les Cyclades ainsi que Chypre, pour quelques années encore. 
La dernière grande guerre entre Diadoques a lieu en 281 av. J.-C. : Séleucos défait Lysimaque à la bataille de Couroupédion mais ce succès est de courte durée car il est assassiné à Lysimacheia, marquant la fin de la période des Diadoques.

### Sources antiques
- Diodore de Sicile, Bibliothèque historique [détail des éditions] [lire en ligne], XX, fragments du livre XXI.
- Plutarque, Vies parallèles [détail des éditions] [lire en ligne], Démétrios.